# 中村允俊
中村 允俊（なかむら まさとし、1991年9月8日- ）は、日本の脚本家、コピーライターである。

## 略歴
神奈川県藤沢市生まれ。慶應義塾大学法学部法律学科を経て、広告代理店に勤務。
コピーライター、CMプランナーとして活動の末、第31回フジテレビヤングシナリオ大賞で大賞を受賞。
2019年、フジテレビ「パニックコマーシャル」にてデビュー。

2022年、「僕もアイツも新郎です。」で日本民間放送連盟賞の2022年テレビドラマ部門で優秀賞を受賞。

## 主な作品

### テレビドラマ
- パニックコマーシャル（2019年、フジテレビ）- 脚本
- SUITS/スーツ2（2020年、フジテレビ）- 第7・10・12話 共同脚本
- 4つの不思議なストーリー（2020年、フジテレビ）- 脚本
- JKからやり直すシルバープラン（2021年、テレビ東京）- 脚本
- 鉄オタ道子、2万キロ（2022年、テレビ東京）- 第3・9話 脚本
- 僕もアイツも新郎です。（2022年、関西テレビ）- 脚本
- 教祖のムスメ（2022年、毎日放送 / テレビ神奈川 他）- 脚本
- 3年VR組（2023年、関西テレビ）- 脚本
- ホスト相続しちゃいました（2023年、関西テレビ・フジテレビ）- 脚本
- Do It Yourself!! -どぅー・いっと・ゆあせるふ-（2023年、毎日放送・TBS）- 脚本
- Re:リベンジ-欲望の果てに-（2024年、フジテレビ）- 脚本
- 3年C組は不倫してます。（2024年、日本テレビ）- 脚本（storyboardライターズチームとして）

### 配信ドラマ
- 5分シリーズ「承で終わる」「彼女の嘘と俺の隠し事」（2021年）- 脚本
- ぼっちJK、粉を食らう（2021年）- 脚本
- 結婚してとうるさくて（2022年、AbemaTV）- 脚本
- 悪男（わる）〜恋する男がカッコ悪いなんて誰が言った?〜（2022年、日本テレビ）- 脚本
- 「湯道 (映画)」アナザーストーリー 湯道への道 （2023年、Amazon Prime Video）- 脚本

### 舞台
- ショートストーリーズvol8「サヨナラの踏切」（2018年）- 脚本・演出
- デジタル博品館劇場[2]「オカンが魔法陣をかいている」（2021年）-脚本
- デジタル博品館劇場「ボクはキミを中心に回ってる」（2021年）-脚本
- 劇メシ「パセリがすねた」（2021年）-脚本
- androp ”music story” act1 「Christmas Radio」（2021年）- 脚本

## 受賞
- 2022年日本民間放送連盟賞 テレビドラマ部門 優秀賞（「僕もアイツも新郎です。」）
- 第31回フジテレビヤングシナリオ大賞　大賞（「パニックコマーシャル」）
- 第9回TOHOシネマズ学生映画祭　グランプリ（「死亡動機」）
- 第3回クォータースターコンテスト　グランプリ（「会話劇2014」）